# Udfordring Europa
Udfordring Europa er en EU-kritisk centrum-venstre-baseret organisation, der arbejder for at skabe øget debat om europæiske spørgsmål.
Organisationen, der blev stiftet i 2005, arbejder for en politik, der kæmper mod fattigdom, militarisme, racisme og diskrimination og for bedre miljø og social lighed. Desuden er det målet at skabe modvægt til højredrejningen og nationalismen i Europa.
Blandt stifterne af organisationen var flere ledende SF'ere, bl.a. Trine Pertou Mach og Jakob Nørhøhj. Andre aktive er medlem af Socialdemokraterne, mens der også er medlemmer helt uden for partierne.